# 多布拉赫河
50°6′52″N 11°26′36.5″E / 50.11444°N 11.443472°E

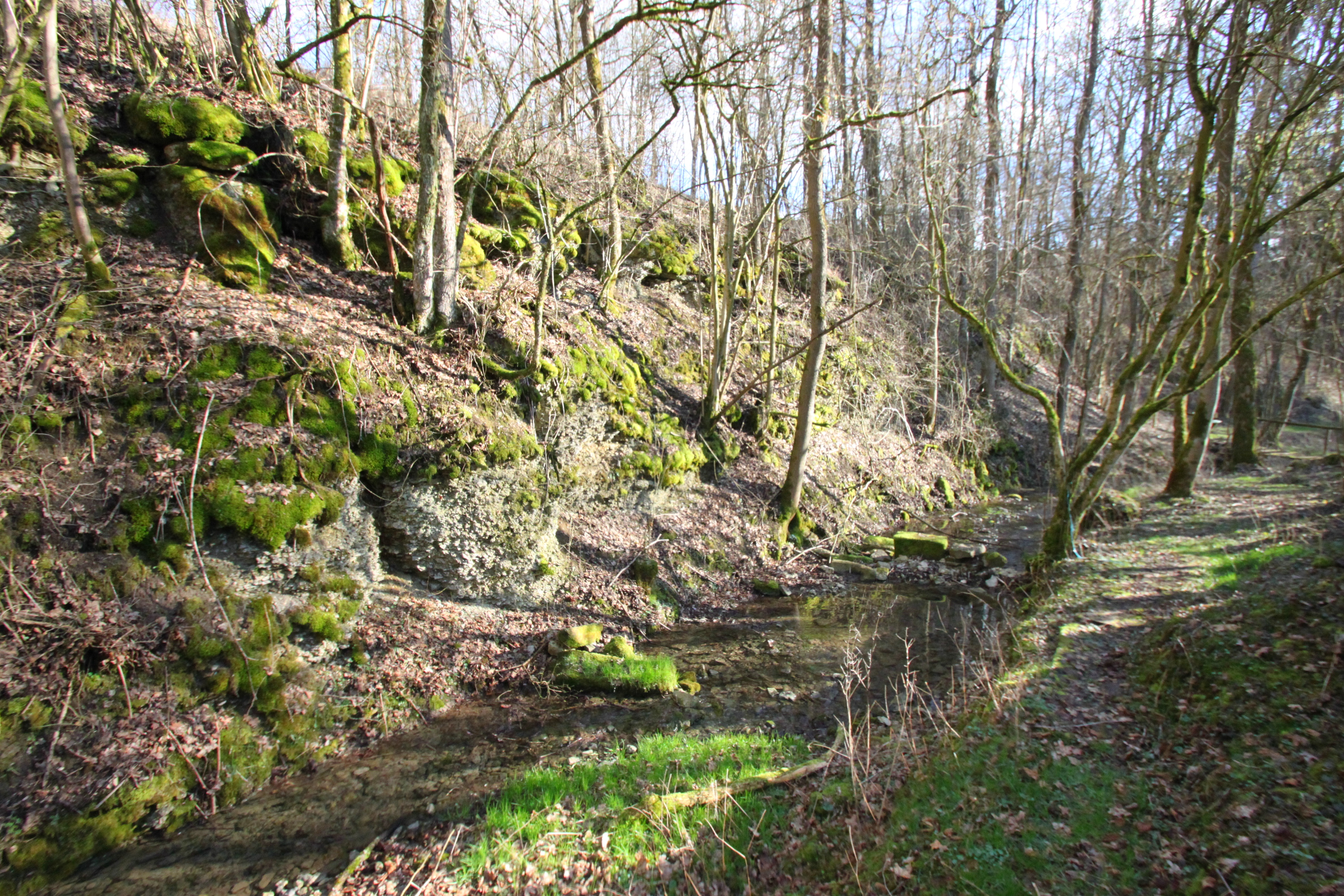

多布拉赫河（德語：Dobrach），是德國的河流，位於該國東南部，由巴伐利亞負責管轄，屬於白美因河的右支流，河道全長10.2公里，流域面積36.1平方公里。